# ایست تروی (ویسکانسین)
ایست تروی (به انگلیسی: East Troy) یک منطقهٔ مسکونی در ایالات متحده آمریکا است که در شهرستان والورس، ویسکانسین واقع شده‌است. ایست تروی ۱۱٫۸۳ کیلومتر مربع مساحت و ۴٬۲۸۱ نفر جمعیت دارد و ۲۵۴ متر بالاتر از سطح دریا واقع شده‌است.